# موكباستر

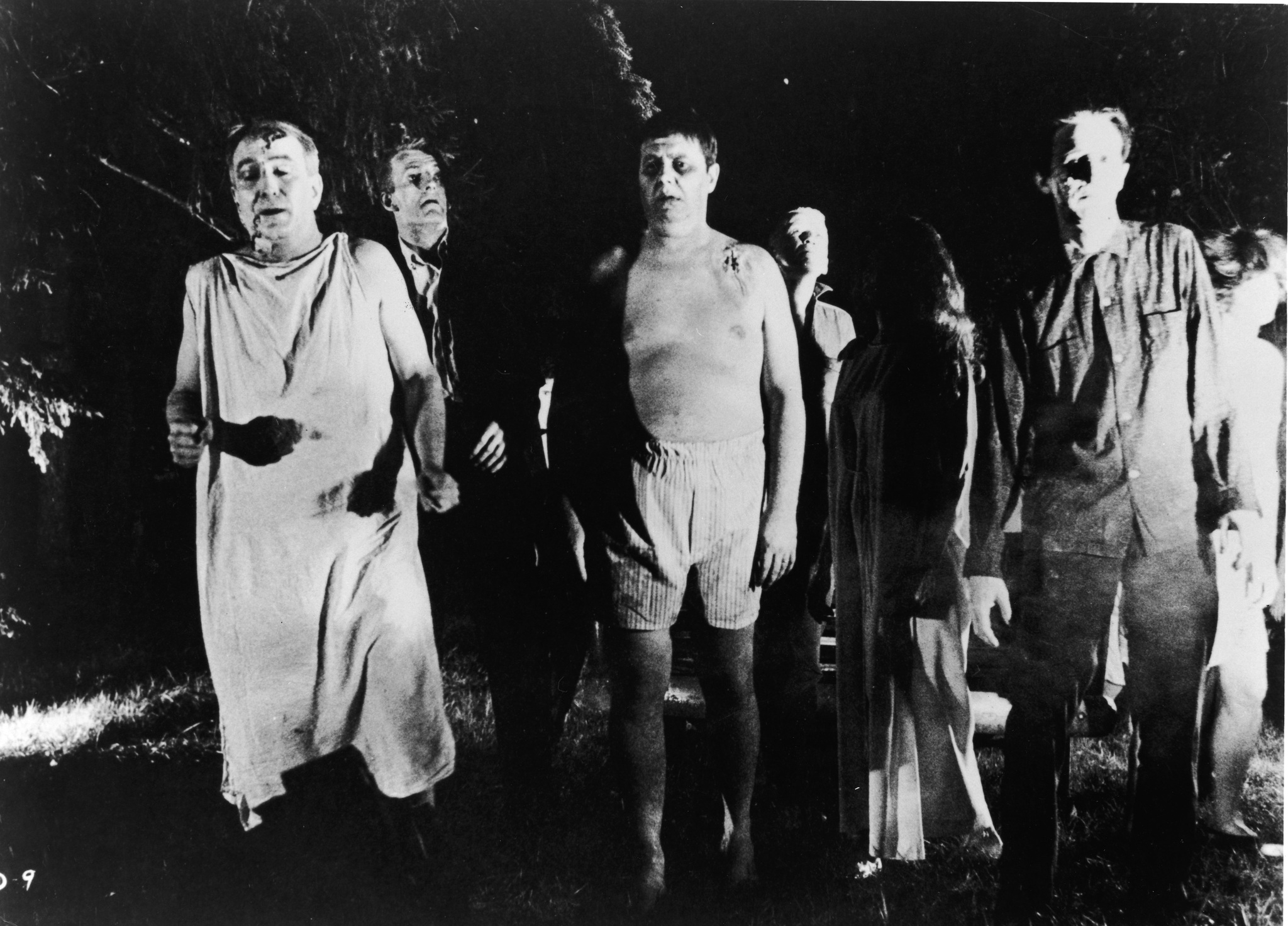
الزومبي في فيلم: Night of the Living Dead

موكباستر، هو فيلم يُصنع بقصد استغلال الدعاية لفيلم رئيسي آخر يحمل عنوانًا أو موضوعًا مشابهًا. غالبًا ما يُصنع بميزانية منخفضة وإنتاج سريع لزيادة الربح. على عكس الأفلام التي تُنتج للاستفادة من شعبية إصدار حديث من خلال تبني نوع مماثل أو عناصر سرد القصص، تُنتج الأفلام بشكل عام بالتزامن مع الأفلام القادمة، وتُصدر مباشرةً في نفس الوقت الذي يُعرض فيه الفيلم الحقيقي في دور السينما. قد يكون الموكباستر متشابهًا بدرجة كافية مع العنوان والمحتوى وما إلى ذلك بهدف أن يخلط المستهلكون بينه وبين الفيلم الفعلي الذي يحاكيه، لكن المنتجين يؤكدون أنهم يقدمون ببساطة منتجات إضافية للمستهلكين الذين يرغبون في مشاهدة أفلام إضافية لكن ضمن نفس الأنواع.

## تاريخه
تميل مثل هذه الأفلام لتلائم نموذج الفيلم الكلاسيكي بي، الذي يُنتج بميزانية صغيرة ومستوحى من الفيلم المستهدف أو مشاريع أخرى مماثلة. أتاحت التكاليف المخفضة التي تُوفّر باستخدام معدات رسومات الفيديو والكمبيوتر الحديثة، والربط بإعلانات الفيلم السائد، للممثل النموذجي العثور على ربح جيد من سوق الفيديو المنزلي. قدمت بلوكبوستر، التي كانت في وقت من الأوقات واحدةً من أكبر سلاسل تأجير أقراص الفيديو الرقمية وألعاب الفيديو، دعمًا ضمنيًا لهذا المفهوم من خلال شراء 100000 نسخة من إصدارات بعض هذه الأفلام في الوقت المناسب لتتزامن مع أسبوع الافتتاح المسرحي لفيلم ستيفن سبالبرغ استنادًا إلى نفس الرواية بطولة توم كروز.
تستفيد معظم أفلام الموكباستر من شعبية الأفلام التي تُعرض في المسارح، لكن بعضها مشتق من المسلسلات التلفزيونية أو أي شكل شائع آخر من وسائل الإعلام. حمل فيلم إنجلز ريفينج عام 1979 العديد من أوجه التشابه السطحية مع المسلسل التلفزيوني الشهير تشارليز أنجلز. حتى أن المواد الترويجية كانت تشبه أسلوب تشارليز أنجلز. وعلى العكس من ذلك، اتُهم غلين أ.لارسون بإنتاج موكباستر في ذروة حياته المهنية.

### غود تايمز للترفيه
اشتُهرت شركة غود تايمز بتوزيع نظرائها من الرسوم المتحركة المحاكية لأفلام ديزني الشهيرة في التسعينيات (مثل تلك التي صنعتها شركة غولدن فيلمز)؛ لأن ديزني كانت تصنع أفلامها استنادًا إلى الحكايات الشعبية والقصص التاريخية، فإن أعمال غود تايمز كانت قانونية تمامًا ونجت من الشكاوي القانونية لشركة ديزني ضدها.

### دينغو بيكتشرز
أنشأت شركة دينغو بيكتشرز، وهي شركة رسوم متحركة ألمانية مقرها فريدريشسدورف، أفلام رسوم متحركة تقليدية تستند إلى حكايات ومفاهيم خرافية مشابهة لتلك المستخدمة من قبل ديزني وبيكسار. تتميز هذه الرسوم الكرتونية بالرسوم المتحركة منخفضة الميزانية، وفرق الصوت الصغيرة، وتصميمات الشخصيات التي تشبه إلى حد بعيد الشخصيات المشابهة في الأفلام عالية المستوى، بالإضافة إلى دبلجة الرسوم الكاريكاتورية إلى اللغات الاسكندنافية خاصة السويدية، وكذلك إلى الإيطالية، وأُصدرت جميعها مباشرةً في ألمانيا بلغاتها الأصلية. أصدر ناشرو الألعاب الأوروبيون فينيكس غيمز وميداس غيمز بعضًا منها في أوائل العقد الأول من القرن الحادي والعشرين على وحدات تحكم الفيديو المنزلية بلاي ستيشن. طُوّرت هذه الإصدارات بواسطة ذا مونكي كود وتضمنت الفيلم بالإضافة إلى مجموعة من الألعاب المصغرة. خرجت ألعاب فينيكس عن العمل في عام 2009.

### أخرى
سُمّي فيلم إيلينز ضد أفاتار لعام 2011 لتسويقه على أنه تقاطع ما بين الإيلينز والأفاتار، على الرغم من أن الفيلمين الأخيرين لا علاقة بينهما إلا المخرج جيمس كاميرون. يتتبع الفيلم المعركة بين المجرات بين عِرق فضائي وكائنات فضائية متغيرة الشكل، بينما يجد ستة أصدقاء جامعيين أنفسهم في وسط حرب بين النجوم.
كارنوصور، فيلم رعب خيال علمي عام 1993، أنتجه روجر كورمان وبطولة ديان لاد وهي تلعب دور عالمة مجنونة تخطط لإعادة خلق الديناصورات وتدمير البشرية، يستند الفيلم إلى رواية 1984 التي تحمل الاسم نفسه لجون بروسنان، لكن القواسم المشتركة قليلة بينهما. أُصدر  من قبل نيو هورايزن بيكتشر قبل أسبوعين من فيلم جوراسيك بارك. يمكن تصنيف الفيلم ضمن المحاكاة الساخرة. (لعبت ابنة ديان لاد دور البطولة في فيلم جوراسيك بارك).
في بعض الحالات، قد يحمل الفيلم المقلد القليل من الشبه أو قد لا يوجد أي تشابه مع الفيلم الأصلي. في عام 2012، أُصدر فيلم سوبر ك، وهو فيلم رسوم متحركة هندي من الخيال العلمي، عن صبي مخلوق اصطناعيًا يُدعى سوبر كلاود ولديه قوى خارقة، مباشرة في الولايات المتحدة باسم كيارا ذا بريف. ركز العنوان والغلاف على شخصية أنثى ذات شعر أحمر (أي ميريدا)، في محاولة واضحة لاستحضار بطلة الرواية ذات الشعر الأحمر من فيلم بريف، وهو فيلم من إنتاج شركة ديزني/بيكسار صُوّر في اسكتلندا في العصور الوسطى.
في حالات أخرى، يقوم الفيلم المقلد ببساطة بإعادة تسمية فيلم موجود بالفعل إلى اسم مشابه لفيلم مشهور. على سبيل المثال، أُعيد تسمية ذا ليجند أوف ساريلا باسم فروزن لاند للاستفادة من فيلم ديزني فروزن الذي أُصدر عام 2013. في حالة أخرى، أُعيد إصدار مجموعة من الرسوم المتحركة القصيرة من سلسلة الرسوم المتحركة في التسعينيات، حكايات بريتانيكا حول العالم، تحت عنوان تانغليد أب للاستفادة من فيلم ديزني تانغليد الذي أُصدر عام 2010.
يرد ديفيد مايكل لات، الرئيس التنفيذي على الانتقادات حول خطوط الحبكة الفضفاضة بالقول: ليس لدينا جواسيس في الاستوديوهات. لدينا إحساس عام بما هو الفيلم ونجعل فيلمنا أصليًا تمامًا، بناءً على هذا المفهوم فقط.
تعتبر هذه النوعبة من الأفلام منخفضة الميزانية، وتعتمد إيراداتها بالكامل على مبيعات أقراص دي في دي الخاصة بهم. تعني الميزانيات المنخفضة أيضًا أن المدراء بحاجة إلى التفكير في طرق إبداعية وقليل التكلفة لتحقيق النتائج التي يرغبون فيها. على سبيل المثال، استفاد فيلم سناكس أون إيه تراين من ضجيج الإنترنت حوله. أراد المستهلكون ما رأوه.  قال لات، "بعد أربعة أيام فقط من إطلاقه، اتصل شريكي وقال إن الجميع متحمسون حقًا بشأن الفيلم، لكنهم أكثر حماسًا بشأن البوستر، الذي أظهر ثعبانًا يبتلع قطارًا. الذي كان من المفترض أن يكون مجازيًا. لكن المشترين أرادوا ذلك، لذلك أعطيت تفويضًا بأن النهاية يجب أن تكون بأن يأكل الثعبان القطار.